# روكميني كاليماشي
روكميني ماريا كاليماشي (وُلدت في 25 حزيران عام 1973)، صحفية رومانية أمريكية، تعمل حاليًا في صحيفة نيويورك تايمز. غادرَت كاليماشي رومانيا خلال حكم النظام الشيوعي مع والدتها وجدَّتِها نحو سويسرا ثم إلى الولايات المتحدة الأمريكية.
درست في الولايات المتحدة في مدرسة أوك جروف ومدرسة ثاتشر في مدينة أوجاي في ولاية كاليفورنيا. تخرجت من كلية دارتموث (Dartmouth) ومن كلية إكسيتر (Exeter) في جامعة أكسفورد بدرجة الماجستير في علم اللغة. شاركت في عام 2000 في قيادة رحلة استكشافية للجمعية الجغرافية الملكية إلى منطقة التبت في الصين.

## الحياة المهنية
أصبحت كاليماشي بعد نشرها بعض قصائد الشعر تعمل بشكل مستقل في مدينة نيودلهي في الهند بجانب عملها في مجلة التايم الأمريكية. انضمت في عام 2003 إلى وكالة أسوشيتد برس في مدينة بورتلاند في ولاية أوريغون.
بعد قضائها عامًا في نيو أورلينز خلال توثيق آثار إعصار كاترينا بدأت كاليماشي في عام 2006 بإعداد التقارير من دكار في السنغال كمراسلة للوكالة في غرب أفريقيا.
تم التعاقد مع كاليماشي في عام 2014 من قبل صحيفة نيويورك تايمز. وركزَّت في تقاريرها على التطرف الإسلامي.
تابعَت السلسلة الوثائقية الصوتية (الخلافة - Caliphate) والتي صدرت لأول مرة في نيسان عام 2018 تقارير كاليماشي عن الدولة الإسلامية لكن نيوبورك تايمز نشرت مؤخراً اعتذاراً عن نشر معلومات مغلوطة في هذه السلسلة بعد أن تبين اعتماد كاليماشي على مصدر مزيف سمى نفسه (أبوحذيفة) لكنه اعترف بأن كل معلوماته كانت من نسج الخيال.

## الحياة الشخصية
سمّيت باسم روكميني بسبب قرب عائلتها من الراقصة المتصوّفة الهندية روكميني ديفي أروندال (Rukmini Devi Arundale) مؤسسة أكاديمية كالاكشيترا (Kalakshetra) للفن والثقافة في مدينة تشيناي (Chennai) في الهند.

## الجوائز
- جائزة أورورا للنزاهة في الصحافة في عام 2016.[13]
- انتخِبَت لقائمة المرشحين النهائية لجائزة مايكل كيلي في عام 2009[14] وعام 2012[15]، وفازت بها في عام 2014.
- حصلت على ميدالية ماكجيل للشجاعة الصحفية في عام 2012 من كلية غرادي للصحافة والتواصل الجماهيري.[16]
- جائزة يوجين بوليام الدولية للكتابة الصحفية من جامعة بول ستيت عام 2011 عن مقالها (فندق هاييتي في مونتانا).[17]
- ترشحت للقائمة النهائية لجائزة بوليتزر عام 2009 عن تحقيقها المفصّل في قضية استغلال الأطفال الفقراء في غرب ووسط أفريقيا.[18]
- جائزة مؤسسة سيدني هيلمان في عام 2007 عن عملها في تغطية آثار إعصار كاترينا في وكالة أسوشيتد برس.[19]
- جائزة مؤسسة جون تمبلتون لأفضل قصة لعام 2004، نُشرت القصة في صحيفة ديلي هيرالد بعنوان (طريق من الهند).[20]
- جائزة كيتس شيلي للشعر في عام 1998.

## أعمالها
في الاخبار
- (تبدأ الغابون بالاقتراع بعد موت الديكتاتور). وكالة أسوشيتيد بريس بتاريخ 30 آب عام 2009.
- (إدمان الأفيون يتغلب على عائلات القرى النائية في أفغانستان). بتاريخ 9 آب عام 2009 في صحيفة بوسطن غلوب.
- (حملة المرشحات الأفغانيات بزي البرقع). نُشرَت على موقع أخبار تايوان بتاريخ 30 تموز عام 2009.
- (حاكم يملك 45 منزلًا، أحد أكثر قادة العالم فسادًا). نُشرَت على موقع أخبار تايوان بتاريخ 22 حزيران عام 2009.
- (الغابون تبكي الرجل القوي على الرغم من الثروات المفقودة)، المكتبة الحرة بتاريخ 20 حزيران عام 2009.
- (احتجاز قراصنة صوماليون بعد الهجوم على سيشيل). وكالة سكوتشمان الاخبارية الإسكتلندية بتاريخ 29 نيسان عام 2009.
- (عندما تَطفئ الأنوار يغادر الطلاب نحو المطار). صحيفة الغارديان البريطانية. لندن بتاريخ 21 تموز عام 2007. أعيد نشرها بتاريخ 23 أيار عام 2010.
- (ذكرى ضحايا كارثة بركان جبل هيلينز). نُشرت في صحيفة لوس انجلوس تايمز بتاريخ 15 أيار عام 2005. أعيد نشرها في 23 أيار عام 2010.
- (نايك تضغط على أديداس في عقر دارها). صحيفة لوس انجلوس تايمز بتاريخ 26 تشرين الثاني عام 2004. أعيد نشرها في 23 أيار عام 2010.
- (تتطلع البنوك لزيادة الإيداع النقدي فيها عن طريق العلاقات الشخصية). صحيفة لوس أنجلوس تايمز بتاريخ 23 آب عام 2004. أعيد نشرها في 23 أيار عام 2010.
- (كل وسائل الراحة للمنزل). صحيفة لوس انجلوس تايمز بتاريخ 18 آب عام 2004. أعيد نشرها في 23 أيار عام 2010.
- (العشب المصنع بالهندسة الحيوية يسبب قلقًا متزايدًا). صحيفة لوس انجلوس تايمز بتاريخ 10 تموز عام 2004. أعيد نشرها في 23 أيار عام 2010.
- (رُعاش الموت). صحيفة التايم بتاريخ 29 كانون الثاني عام 2001.
- (داعش والشاب الأمريكي الوحيد). صحيفة نيويورك تايمز بتاريخ 27 حزيران عام 2015.
- (الخليفة). صحيفة نيويورك تايمز عام 2018.

الشعر
- قصيدة (تشريح الزهور البرية)

## وصلات خارجية
- rcallimachiعلى تويتر.
- "RUKMINI CALLIMACHI", Free Library
- "RUKMINI CALLIMACHI", Newsvine
- Interview, Longform Podcast #129